# Styrax wuyuanensis
Styrax wuyuanensis là một loài thực vật có hoa trong họ Bồ đề. Loài này được S.M. Hwang miêu tả khoa học đầu tiên năm 1980.